# Рутебру
Рутебру (на шведски: Rotebro) е град в лен Стокхолм, община Солентюна, Югоизточна Швеция. Той е предградие (град-сателит) на столицата Стокхолм. Намира се на около 20 km на северозапад от централната част на Стокхолм. В северната му част е единствения му квартал на име Илбу. Има жп гара. До южната му част се намира стокхолмското летище Баркарбю. Производство на мая. Населението на града е 8802 жители според данни от преброяването през 2011 г.